# Dvoyanka
El  dvoyanka és una flauta doble feta per una sola peça de fusta amb sis forats en un costat per a produir sons, originari de Bulgària meridional i occidental.
És una flauta de dos tubs paral·lels, generalment foradats dins d'un mateix bloc quadrat de fusta massisa de freixe, prunera, pomera, sanguinyol, cirera o boix, de vegades feta de dues peces enganxades. Té una llargada de 30 a 50 cm. Ambdós tubs acaben en el doble broquet, del qual el so es produeix amb una simple bufada. La melodia es fa amb el tub de dreta que sol tenir sis forats, que fa una escala major natural. El tub de l'esquerre té un forat lateral i produeix un bordó d'acompanyament, el que li va valdre el sobrenom de «petit sac de gemecs».
S'utilitza per acompanyar dances populars i melodies tradicionals amb ritmes lents. Era un instrument dels pastors, que, segons la llegenda, reeixien a dirigir al seu ramat amb diferents melodies, unes per anar tal o tal altre prat i una altra per tornar cap al poble.

## Instruments relacionats
S'han trobat flautes dobles semblants a Albània (cyla-diare), Macedònia (piska), Grècia (disavli), Romania (fluierul gemanat) i Sèrbia (dvojnica) per de construcció diferent. Una diferència major, però, és la forma rectangular del dvoyanka, amb els dos tubs paral·lels foradats dins d'un mateix bloc de fusta mentrestant els altres tenen dos tubs cilíndrics junts posteriorment.